# Оппонг, Самад
Абдул Уэйн Самад Оппонг (англ. Abdul Wayne Samad Oppong; 21 июля 1988 года, Кумаси) — ганский футболист, нападающий клуба «МЕАП». Провёл один матч за сборную Ганы.

## Карьера

### Клубы
В январе 2006 года начал выступления за «Кинг Файсал Бейбс». В августе 2009 года перешёл в «Асанте Котоко».
Летом 2010 года находился на просмотре в азербайджанской «Габале» и был даже внесён в заявку клуба на сезон, но переход не состоялся.
В 2011 году тренировался в «Сетифе» на протяжении четырёх месяцев, но так и не провёл за команду ни одного матча.
С 2013 года играет на Кипре, летом 2014 года был на просмотре в «Асанте Котоко».

### Сборная
В 2005 году в составе юношеской сборной Ганы провёл два матча на чемпионате мира в Перу. Участник Турнира в Тулоне 2007 года.
В 2009 году дебютировал в национальной команде в товарищеском матче против Аргентины.